# 伯恩 (加利福尼亞州)
伯恩（英語：Bern）是位於美國加利福尼亞州聖路易斯-奧比斯保縣的一個非建制地區。該地的面積和人口皆未知。

## 地理
伯恩的座標為35°41′21″N 120°32′23″W / 35.68917°N 120.53972°W，而該地的平均海拔高度為256米（即840英尺）。